# Ioan Jitianu
Ioan Jitianu (n. 30 iunie 1867, Pătârlagele - d. 16 octombrie 1938, București) a fost unul dintre generalii Armatei României din Primul Război Mondial.
:p. 178
A îndeplinit funcția de comandant al Diviziei 2 Infanterie în campania anului 1916.

## Cariera militară
După absolvirea școlii militare de ofițeri cu gradul de sublocotenent, Ioan Jitianu a ocupat diferite poziții în cadrul unităților de artilerie sau în eșaloanele superioare ale armatei, cele mai importante fiind cele de comandant al Regimentului 18 Artilerie sau șef de stat major la Diviziile 6 și 8 Infanterie și Corpurile 3 și 5 Armată.
În perioada Primului Război Mondial, a îndeplinit funcția de: comandant al Diviziei 2 Infanterie, în perioada 15 iunie - 28 octombrie 1918.

## Lucrări
- Conflictul ruso-japonez, [de] Căpitanul I. Jitianu din Artilerie. Conferință ținută la Comandamentul Corp. II Armată. Bucuresci (Tip. Clemența), 1904
- Conflictul ruso-japonez. Cauzele conflictului. Puterea armată și situația financiară a celor doué state. Note geografice. Cu hartă în text, Bucuresci (Tip. Clemența), 1904
- Patru Studii Militare și Un Studiu Istoric, [de] Colonel I. Jitianu, Comandantul Reg. 18 Artilerie. I. Să economisim forțele Soldatului. II. Definiția ofensivei. III. Legăturile între arme. IV Câteva cuvinte înainte de venirea recruților. V. O pagină din istoria noastră contimporană. Constanța (Tip. D. Nicolaescu), 1916
- Câteva cuvinte asupra dezarmării, 1923
- Forțele morale și forțele materiale la război, 1928
- Prima bătălie de la Marna, 4-14 septembrie 1914, 1930
- Europa actuală. Politica socială economică, 1932
- Verdun în văpaie. 1914-1918, 1936[2]:179[7]

## Decorații
- Ordinul „Steaua României”, în grad de cavaler (1912)
- Ordinul „Coroana României”, în grad de ofițer(1906)[1]:p. 621[2]:p. 179